# Erwin Wilkens
Erwin Wilkens (* 11. Juli 1914 in Lingen (Ems); † 28. Januar 2000) war ein deutscher evangelischer Theologe.

## Werdegang
Nach seinem Abitur im Jahre 1933 am Gymnasium Georgianum in Lingen (Ems) studierte Wilkens  evangelische Theologie in Münster, Tübingen und Göttingen. Im Zweiten Weltkrieg diente er im Heer, zuletzt als Offizier im Generalstab des Heeres. Nach Kriegsende wirkte er einige Jahre als Pfarrer. Von 1951 an war er für die Vereinigte Evangelisch-Lutherische Kirche Deutschlands (VELKD) tätig. 1964 wurde er Mitarbeiter der Kirchenkanzlei der EKD und 1974 deren Vizepräsident.
Er war 1965 einer der Verfasser der Ostdenkschrift der EKD.

## Ehrungen
- 1973: Großes Verdienstkreuz der Bundesrepublik Deutschland[1]

## Veröffentlichungen
- Vertreibung und Versöhnung. Die „Ostdenkschrift“ als Beitrag zur deutschen Ostpolitik. Lutherhaus, Hannover 1986, ISBN 3-87502-264-5.
- Bekenntnis und Ordnung. Ein Leben zwischen Kirche und Politik. Lutherisches Verlagshaus, Hannover 1993, ISBN 3-7859-0666-8.